# 데이비드 차발라
데이비드 에포드 차발라(David Efford Chabala, 1960년 2월 2일 ~ 1993년 4월 27일)는 잠비아의 전 축구 골키퍼였다.
1978년 잠비아의 무풀리라 원더러스 FC에서 데뷔했으며, 1991년 아르헨티나의 아르헨티노스 주니어스로 이적해 1992년까지 활약한 뒤 키트웨 유나이티드로 복귀하였다. 또한 1983년 잠비아 축구 국가대표팀에 정식으로 데뷔한 뒤, 1993년까지 총 108경기에 출전해 잠비아 국가대표팀 역대 최다 출전 기록을 보유하였다.
또한 말라위와의 1984년 CECAFA컵 결승전 당시 벌어졌던 승부차기에서 상대 선수 세 명의 슈팅을 선방하는 등 팀의 사상 최초의 우승에 크게 공헌하였고, 이러한 활약으로 1985년 '잠비아 올해의 스포츠 선수'에 선정되기도 했다.
1993년 4월 27일 세네갈과의 1994년 FIFA 월드컵 아프리카 지역 예선을 치르기 위해 잠비아 공군 소유의 비행기인 드 하빌랜드 캐나다 DHC-5 버펄로를 타고 이동하던 도중 가봉 공화국의 리브르빌 근방의 영해 상공에서 항공 사고가 발생했으며, 차발라를 포함한 탑승객 30명 전원이 그 자리에서 사망하였다.

## 같이 보기
- 1993년 잠비아 축구 국가대표팀 항공기 참사